# Гэньхэ
Гэньхэ́ (кит. упр. 根河, пиньинь Gēnhé; монг.: ᠭᠡᠭᠡᠨ ᠭᠣᠤᠯ ᠬᠣᠲᠠ Gegen ɡoul xota, монг.кир.: Гэгээнгол хот) — городской уезд в городском округе Хулун-Буир, автономный район Внутренняя Монголия, КНР. Современное название получил в честь начинающейся на его территории реки Гэньхэ.

## История
В XVIII веке на эти земли переселились эвенки. При империи Цин земли находились в подчинении хулунбуирского фудутуна и являлись охотничьими угодьями племён солонов.
После Синьхайской революции 1911 года эти земли находились в составе уездов Цицянь (奇乾) и Шивэй (室韦).
После образования в 1932 году марионеточного государства Маньчжоу-го здесь в 1933 году был создан хошун Аргунь-Цзоици (额尔古纳左翼旗, «Аргуньское знамя левого крыла»).
После Второй мировой войны эти земли перешли под контроль китайских коммунистов. В ноябре 1947 году хошуны Аргунь-Цзоици и Аргунь-Юици были объединены в хошун Аргунь-Ци (额尔古纳旗, «Аргуньское знамя»). В 1966 году указом Госсовета КНР хошун Аргунь-Ци был разделён на хошуны Аргунь-Цзоци (额尔古纳左旗, «Аргуньское левое знамя») и Аргунь-Юци (额尔古纳右旗, «Аргуньское правое знамя»).
28 апреля 1994 года в соответствии с указом Госсовета КНР хошун Аргунь-Цзоци был преобразован в городской уезд Гэньхэ.

## Население
Имеются поселения эвенков, которые занимаются выпасом оленей. 

## Административно-территориальное деление
Уезд делится на 3 уличных комитета, 4 посёлка и 1 национальную волость.
| № | Название                               | Название (кит.)    | Статус               | Население чел. (2010) | На карте                         |
| - | -------------------------------------- | ------------------ | -------------------- | --------------------- | -------------------------------- |
| 1 | Сэньгунлу                              | 森工路街道         | уличный комитет      | 20 411                | 50°47′08″ с. ш. 121°32′47″ в. д. |
| 2 | Дэрбур                                 | 得耳布尔镇         | поселок              | 19 315                | 50°59′35″ с. ш. 121°03′10″ в. д. |
| 3 | Хэдун                                  | 河东街道           | уличный комитет      | 17 009                | 50°46′47″ с. ш. 121°31′42″ в. д. |
| 4 | Аолугуя-Эвенкская национальная волость | 敖鲁古雅鄂温克族乡 | национальная волость | 16 380                | 50°46′44″ с. ш. 121°28′06″ в. д. |
| 5 | Хэси                                   | 河西街道           | уличный комитет      | 15 634                | 50°46′40″ с. ш. 121°30′31″ в. д. |
| 6 | Цзиньхэ                                | 金河镇             | поселок              | 15 614                | 51°20′13″ с. ш. 121°29′59″ в. д. |
| 7 | Алоншань                               | 阿龙山镇           | поселок              | 13 768                | 51°42′08″ с. ш. 121°51′59″ в. д. |
| 8 | Маньгуй                                | 满归镇             | поселок              | 11 622                | 52°02′42″ с. ш. 122°03′33″ в. д. |

## Экономика
Развиты заготовка древесины, разведение оленей и зимний туризм.